# 藤原てい
藤原 てい（ふじわら てい、1918年11月6日 - 2016年11月15日）は、日本の作家。夫は作家の新田次郎（本名・藤原寛人）、数学者でエッセイストの藤原正彦は次男。エッセイストの藤原咲子は長女。孫はベーシストの村井研次郎。旧姓両角。

## 来歴・人物
長野県茅野市出身。県立諏訪高等女学校（現、諏訪二葉高等学校）卒業。1939年、新田と結婚。1943年に新京の気象台に赴任する夫と共に満州に渡る。敗戦後の1945年、夫を一時残して子供を連れ満州より引き揚げ、帰国後しばらくして新田も帰国。
帰国後、遺書のつもりでその体験をもとに、小説として記した『流れる星は生きている』はベストセラーとなった。一部創作も含まれている。またTBSの『愛の劇場』で1982年にドラマ化された。
読売新聞「人生案内」の回答者を1997年3月まで約13年間務めた。
80歳を過ぎた頃から認知症を発症し、表舞台から退いた。2016年11月15日、老衰のため死去。98歳没。

## 著書
- 『流れる星は生きている』日比谷出版社 1949
  - 青春出版社、偕成社文庫、中公文庫、ちくま少年文庫 で再刊
- 『灰色の丘』寳文館 1950
- 『生きがい論』秋元書房 1971
- 『いのち流れるとき ひとりの女として妻になる才覚』青春出版社 1971
- 『赤い丘赤い河 十字架を背負って』修道社 1972
- 『果てしなき流れのなかに』家の光協会 1977、のち中公文庫
- 『かぎりなき日々に』家の光協会 1981
- 『旅路 自伝小説』読売新聞社 1981、のち中公文庫
- 『わが夫新田次郎』新潮社 1981
- 『妻として母としての幸せ』聖教新聞社 文化教養シリーズ 1982
- 『生きる 藤原ていエッセー集』読売新聞社 1984
- 『たけき流れに』家の光協会 1985
- 『家族』読売新聞社 1987
- 『運命』読売新聞社 1989
- 『あなた、強く生きなさい。』講談社 1993
- 『絆』読売新聞社 1993
- 『折々の栞』読売新聞社 1996

### 翻訳
- パール・S・バック『大地』山中冬児絵 偕成社 少女世界文学全集 1962

### 回想
- 藤原咲子『母への詫び状　新田次郎、藤原ていの娘に生まれて』山と溪谷社 2005
- 藤原咲子『チャキの償い　新田次郎、藤原ていの娘に生まれて』山と溪谷社 2015

## テレビ出演
- 一枚の写真（1992年1月9日、フジテレビ）

## 藤原ていを演じた人物
- 島かおり - 流れる星は生きている（TBS・愛の劇場）